# .gg
.gg es el dominio de nivel superior geográfico (ccTLD) para Guernsey. Últimamente se ha empezado a usar con frecuencia para sitios web correspondientes a videojuegos y e-sports, por el acrónimo gg (good game).